# Síň slávy IAAF
Síň slávy IAAF (anglicky: IAAF Hall of Fame) je síň slávy věnovaná historii atletiky. Založena byla roku 2012 Mezinárodní asociací atletických federací (IAAF) v rámci oslav 100. výročí od jejího založení. V síni slávy je celkem zastoupeno 36 atletů.

## Kritéria výběru a výběr samotný
Aby mohl být atlet zařazen do síně slávy, musí vyhrát alespoň dvě zlaté medaile buď na olympijských hrách nebo na mistrovství světa v atletice, překonat alespoň jeden světový rekord a být alespoň deset let neaktivní.
V prvním roce udílení tohoto ocenění bylo rozhodnuto uvést do síně slávy 24 sportovců. K výběru prvních 12 došlo k 8. březnu 2012, dalších 12 následovalo v průběhu roku 2012. V říjnu se posledními dvěma členkami staly někdejší výškařky Jolanda Balaşová a Stefka Kostadinovová. V roce 2013  bylo uvedeno dalších 12 sportovců.
Zatím se v Síni slávy nachází 36 sportovců, z čehož je 10 Američanů, 5 Sovětů (z nichž Bubka po rozpadu SSSR reprezentoval nadále Ukrajinu), a po dvou Finech, Australanech a Britech; ostatní státy jsou zastoupeny maximálně jedním sportovcem. Je zde 23 mužů a 13 žen. V disciplínách vede běh (23 sportovců) následovaný skokem vysokým a vícebojem (3 sportovci) a skokem dalekým, vrhem koulí a trojskokem (2 sportovci). Skok o tyči, trojskok, chůze, hod oštěpem, hod kladivem a hod diskem jsou zastoupeny jednou.

## Členové Síně slávy IAAF
| Jméno                      | Stát            | Disciplína                                                | Síň slávy |
| -------------------------- | --------------- | --------------------------------------------------------- | --------- |
| Jolanda Balașová           | Rumunsko        | Skok do výšky                                             | 2012      |
| Abebe Bikila               | Etiopie         | Maraton                                                   | 2012      |
| Fanny Blankers-Koenová     | Nizozemsko      | Sprint, překážkový běh                                    | 2012      |
| Sergej Bubka               | SSSR / Ukrajina | Skok o tyči                                               | 2012      |
| Sebastian Coe              | Velká Británie  | Běh na 800 metrů, běh na 1500 metrů                       | 2012      |
| Betty Cuthbertová          | Austrálie       | Sprint                                                    | 2012      |
| Adhemar Ferreira da Silva  | Brazílie        | Trojskok                                                  | 2012      |
| Mildred Didriksonová       | USA             | Hod oštěpem, překážkový běh, skok do výšky                | 2012      |
| Harrison Dillard           | USA             | Sprint, překážkový běh                                    | 2013      |
| Vladimir Golubničij        | SSSR            | Chůze na 20 km                                            | 2012      |
| Marjorie Jacksonová        | Austrálie       | Sprint                                                    | 2013      |
| Michael Johnson            | USA             | Běh na 200 metrů, běh na 400 metrů                        | 2012      |
| Jackie Joynerová-Kerseeová | USA             | Sedmiboj, skok daleký                                     | 2012      |
| Alberto Juantorena         | Kuba            | Běh na 400 metrů, běh na 800 metrů                        | 2012      |
| Kipchoge Keino             | Keňa            | Běh na 1500 metrů, Běh na 5000 metrů, steeplechase        | 2012      |
| Hannes Kolehmainen         | Finsko          | Běh na 5000 metrů, Běh na 10 000 metrů, maraton           | 2013      |
| Stefka Kostadinovová       | Bulharsko       | Skok do výšky                                             | 2012      |
| Carl Lewis                 | USA             | Běh na 100 metrů, běh na 200 metrů, skok daleký           | 2012      |
| Natalja Lisovská           | SSSR            | Vrh koulí                                                 | 2013      |
| Světlana Mastěrkovová      | Rusko           | Běh na 800 metrů, běh na 1500 metrů                       | 2013      |
| Noureddine Morceli         | Alžírsko        | Běh na 1500 metrů                                         | 2013      |
| Edwin Moses                | USA             | 400 m překážek                                            | 2012      |
| Paavo Nurmi                | Finsko          | Běh (střední a dlouhé tratě)                              | 2012      |
| Dan O'Brien                | USA             | Desetiboj, sedmiboj                                       | 2012      |
| Parry O'Brien              | USA             | Vrh koulí                                                 | 2013      |
| Al Oerter                  | USA             | Hod diskem                                                | 2012      |
| Jesse Owens                | USA             | Běh na 100 metrů, běh na 200 metrů, skok daleký           | 2012      |
| Marie-José Pérecová        | Francie         | Běh na 200 metrů, běh na 400 metrů                        | 2013      |
| Viktor Sanějev             | SSSR            | Trojskok                                                  | 2013      |
| Jurij Sedych               | SSSR            | Hod kladivem                                              | 2013      |
| Peter Snell                | Nový Zéland     | Běh na 800 metrů, běh na 1500 metrů                       | 2012      |
| Irena Szewińská            | Polsko          | Sprint, skok daleký                                       | 2012      |
| Daley Thompson             | Velká Británie  | Desetiboj                                                 | 2013      |
| Wang Ťün-sia               | Čína            | Běh na 3000 metrů, Běh na 5000 metrů, Běh na 10 000 metrů | 2012      |
| Grete Waitzová             | Norsko          | maraton, přespolní běh                                    | 2013      |
| Emil Zátopek               | Československo  | Běh na 5000 metrů, Běh na 10 000 metrů, maraton           | 2012      |
| Valerij Brumel             | SSSR            | Skok do výšky                                             | 2014      |
| Glenn Davis                | USA             | 400 m překážek                                            | 2014      |
| Heike Drechslerová         | NDR/ Německo    | Skok daleký                                               | 2014      |
| Hišám Al-Karúdž            | Maroko          | Běh na 1500 metrů, Běh na 5000 metrů                      | 2014      |
| Marita Kochová             | NDR             | Sprint                                                    | 2014      |
| Robert Korzeniowski        | Polsko          | Chůze                                                     | 2014      |
| Jānis Lūsis                | Lotyšsko        | Hod oštěpem                                               | 2014      |
| Bob Mathias                | USA             | Desetiboj                                                 | 2014      |
| Wilma Rudolphová           | USA             | Sprint                                                    | 2014      |
| Shirley Stricklandová      | Austrálie       | Běh na 100 metrů                                          | 2014      |
| Lasse Virén                | Finsko          | Běh na 5000 metrů, Běh na 10 000 metrů                    | 2014      |
| Cornelius Warmerdam        | USA             | Skok o tyči                                               | 2014      |